# Apple III
Apple III（アップル・スリー）は、AppleによってApple IIの後継機となることを意図して開発、販売が行われたビジネス向けのパーソナルコンピュータ。しばしばApple ///と表記される。
1980年5月19日に最初のアナウンスと公開が行われ、その年の秋に公式に発売された。

## 背景
Apple IIIの開発作業は1978年末にウェンデル・サンダー博士の指導のもとで始められた。"Sara" という開発コードネームで呼ばれ、これはサンダー博士の娘にちなんで命名されたものである。
Apple IIはVisiCalcやMultiplan、Apple Writerといった多数の重要なビジネス製品の創造性に貢献していたが、そのハードウエアのアーキテクチャやオペレーティングシステム、開発環境は貧弱なものであった。Apple IIIはこれらの弱点の解消を狙ったマシンである。スティーブ・ウォズニアックによれば、VisiCalcとDisk IIがApple IIの人気の要因となっており、売り上げの90%がその当初のマーケットだったホビイストにではなく、ビジネスユーザーに向かっていた。Appleの経営陣は、Apple IIIをビジネスマーケットにアピールするようにデザインし、Apple IIを家庭用や教育用コンピュータのユーザー向けとして切り離すことで、マーケットセグメンテーションを明瞭に確立するつもりであった。経営陣は「Apple IIIが発売になれば、Apple IIの販売は半年のうちに終了すると信じていた」とウォズニアックは語っている。

## ハードウェア
Apple IIIは1.8 MHz Synertek 6502Aまたは6502B 8ビットCPUを搭載し、バンク切り換え技術（さらに改良されたApple IIファミリーの一部のマシンでも用いられていた）によって256Kバイトまでのメモリーにアクセスすることができた。サードパーティーの中にはApple IIIを512Kバイトまでアクセスできるようにするメモリーアップグレードキットを販売するものもあった。Apple IIIにはこのほかに大文字、小文字を表示できる80カラム24ラインのディスプレイ、10キーパッド、デュアルスピード（圧力検知式）カーソル制御キー、6ビット (DAC) オーディオ、内蔵型5.25インチフロッピーディスク装置などが組み込まれていた。グラフィクスのモードには560×192ドットのモノクロと、280×192ドットの16色ないし16階調グレースケールがあった。Apple IIとは異なりDisk IIIコントローラはロジックボードに組み込まれていた。
Apple IIIは、スクリーンフォントとキーボードレイアウト（QWERTY配列かDvorak配列のいずれか）をユーザーが選択できる最初のApple製品である。キーボードのすぐ上にキーボード切替えスイッチがありその場で変更できるApple IIcとは違い、Apple IIIではこの変更をプログラムの実行中に行うことはできなかった。

## ソフトウェア
Apple IIとDOS 3.3の最大の制約のひとつは、そのリソースのアドレッシング方式にあった。この方式では、スロット5、6は記憶装置に予約、スロット2はシリアル通信インタフェースに予約、など、周辺機器は標準的なスロット位置に実装されることが半ば強制されている。この制約のためユーザーは周辺機器を、その物理的な実装位置によって、たとえばPR#6、CATALOG, D1といった具合に識別しなくてはならなかった。Apple IIIではApple SOS（“Appleソース”と発音する）と呼ばれる改良されたオペレーティングシステムが導入された。周辺機器にその物理的な実装位置ではなく、名称でアドレッシングできる能力によって、Apple IIIのスケーラビリティは向上した。さらにApple SOSは、Apple ProFileハードディスク装置などのような記憶装置の全容量を単一のボリュームとして扱うことができたし、また階層化ファイルシステム (HFS) をサポートした。Apple SOSの機能やコードベースの一部は、Lisa 7/7 や  Macintosh system softwareのみならず、Apple IIの ProDOSやGS/OSオペレーティングシステムへと進んで行った。
また、Apple IIIにはApple III Business BASICと呼ばれる新しいBASICインタプリタが導入された。そして、後にはより構造化されたプログラミングのために、UCSD Pascalが導入された。
Appleは、Apple IIIがホビイスト向けではないと見ていたことから、Apple IIに添付していたようなソフトウエアに関する技術情報のほとんどを公開しなかった。Apple IIIは当初 Apple IIシリーズを直接置き換えることを狙っていたので、Apple IIソフトウエアに対して後方互換性を持つよう設計されていた。しかし、Apple IIプラットフォームでの開発が継続されることはAppleにとって望ましくなかったため、この互換性は特別な“Apple IIモード”上だけに存在し、その能力は48 KバイトApple II+のエミュレーションに制限されていた。さらに大容量のメモリーなどApple IIIの改良された機能へのアクセスを妨げるために、わざわざ特別なチップが搭載されていた。Apple IIIが発売されたこの当時、Apple IIのビジネス向けプログラムは大抵が、たとえば16Kバイトの“ランゲージカード”を搭載した48KバイトApple IIなど、最低でも64KバイトのRAMを必要としていたので、Apple IIIとは互換性がなかった。このことはユーザーの乗り換えを阻害する一因となった。
Apple IIIには、システムの再構成およびファイル操作を行うためのSystem Utilities programというプログラムが組み込まれていた。このほかにもSystem Utilities programに統合され様々なプログラムを起動できるように作られたSelector IIIというプログラムがあった。このプログラムはON THREEという大きなApple IIIのユーザーグループによって開発された。またCatalystという競合する製品をQuark Softwareという企業が開発していた。CatalystはSelector IIIにくらべて粗雑なインタフェースだが、そのかわりにプログラムスイッチング機能とコピープロテクションをサポートしていた。プログラムの発売元はこの機能によって、許可なく製品をバックアップされたりコピーされる心配なしに、ユーザーがハードディスクからプログラムを起動するライセンスを発行することができた。AppleがCatalystを新型のProFileハードディスクにバンドルすることを決定したことにより、Quarkはその名が世に知られたが、それでもON THREEはSelector IIIを廃止することなくその月刊誌を通じて販売を続けた。Selector IIIの販売とサポートは、QuarkがApple III用製品ラインを廃止した後も長く続けられた。

## 周辺機器
Apple IIの拡張カードにはApple IIIとの互換性はあったが、電波障害 (RFI) の規格に違反する危険があり、また専用のドライバが必要だった。しかし「Appleはそれを作るための情報を事実上一切公開していない」とBYTE誌は述べている。ソフトウエアに関して、Appleはハードウエアの情報をほんのわずかしか公開しなかった。Apple製新型周辺機器がApple IIIのためにいくつか開発された。オリジナルのApple IIIには内蔵型リアルタイムクロックが搭載されており、Apple SOSから読み取ることができた。このクロックは、後の“改良型”からは取り外され、そのかわりに追加機能として購入できるようになった。
Apple IIIには内蔵フロッピードライブのほかに、3台までの外付けDisk IIIフロッピーディスクドライブを追加することができた。公式にApple IIIとの互換性が認められたのはこのDisk IIIだけだった。Apple III PlusのDB-25ディスクポートにこのDisk IIIを接続するためには、Apple製のアダプタが必要だった。
オリジナルの発売から1年後、Appleは改良型Apple IIIの発売とともにProFile外付けハードディスクシステムの提供を開始した。価格は5Mバイトで3,499USドルで、さらに拡張スロットにProFileコントローラカードを実装する必要があった。

## 派生型

### リアルタイムクロック未装備仕様
後述する不具合の対策改良版。

### Apple III Plus
1983年12月にApple III Plusが発売され、同時に改良版のApple IIIの販売が打ち切られた。その価格は2,995USドルだった。この新型機には内蔵クロック、インターレースビデオ、標準化された背面ポートコネクタ、標準で256KバイトのRAM、そして新たに設計されたキーボードが搭載されていた。キーボードは初期のベージュのw:Apple IIeスタイルのデザインだった。
初期型のApple IIIオーナーは、新型のロジックボードを保守用部品として入手することができた。また、“Apple III Plus アップグレードキット”と銘打たれたキーボードアップグレードキットも購入できるようになっており、キーボード、カバー、エンコーダーROMと交換用のロゴがついてきた。このアップグレードは認定を受けたサービスマンが組み込むことになっていた。

## 技術的・商業的失敗
様々な理由から、Apple IIIは失敗作として見られている。
- ウォズニアックによれば、Apple IIIには「100%のハードウエアに異常があった」[5]。

- 初期のApple IIIは組み込みのリアルタイムクロック付きで出荷された。しかし、このハードウエアは長時間の使用で故障した[7]。Appleは、ナショナル セミコンダクターが出荷前にすべての部品をテストしていだろうことを当てにしてこの水準のテストを実施していなかった。またAppleはこの部品をボードに直接はんだ付けしていたので、不良品のチップが見つかったとしても簡単に交換するわけには行かなかった。結局Appleは、リアルタイムクロックを搭載して出荷するのではなく、Apple IIIの仕様からこれを削除してレベル1の技術者が組み込む周辺機器として発売することで、この問題を解決してしまった[10]。

- スティーブ・ジョブズは、コンピュータの騒音をなくすために、冷却ファンも通気孔も設けないという考えにこだわった。後にジョブズは彼が指揮したApple Lisa、Macintosh 128KからiMacにいたる、ほとんどすべてのApple製品で同様のイデオロギーを押し通した[11]。コンピュータからの熱を放散させるため、Apple IIIのベースは重量のある鋳造アルミニウムで作られており、これが放熱器として機能するはずだった。アルミ製のケースの明らかな利点のひとつは、歴代のApple IIを悩ませ続けた無線妨害 (RFI) の問題を軽減することだった。電源部は、Apple IIシリーズのような独立したカバーを持たず、ロジックボードから分離された専用のコンパートメントの中に搭載された。このアルミ製のケースを使うという決定が、最終的にはApple IIIの信頼性の問題へと連なる技術的な障害を引き起こした。ケースの製造には長い時間がかかり、このケースがなければマザーボードを完成させることができなかった。やがてマザーボードには十分な余地がなく、すべての部品を搭載するためにはプリントパターンの幅を縮めなくてはならないことが明らかになった。

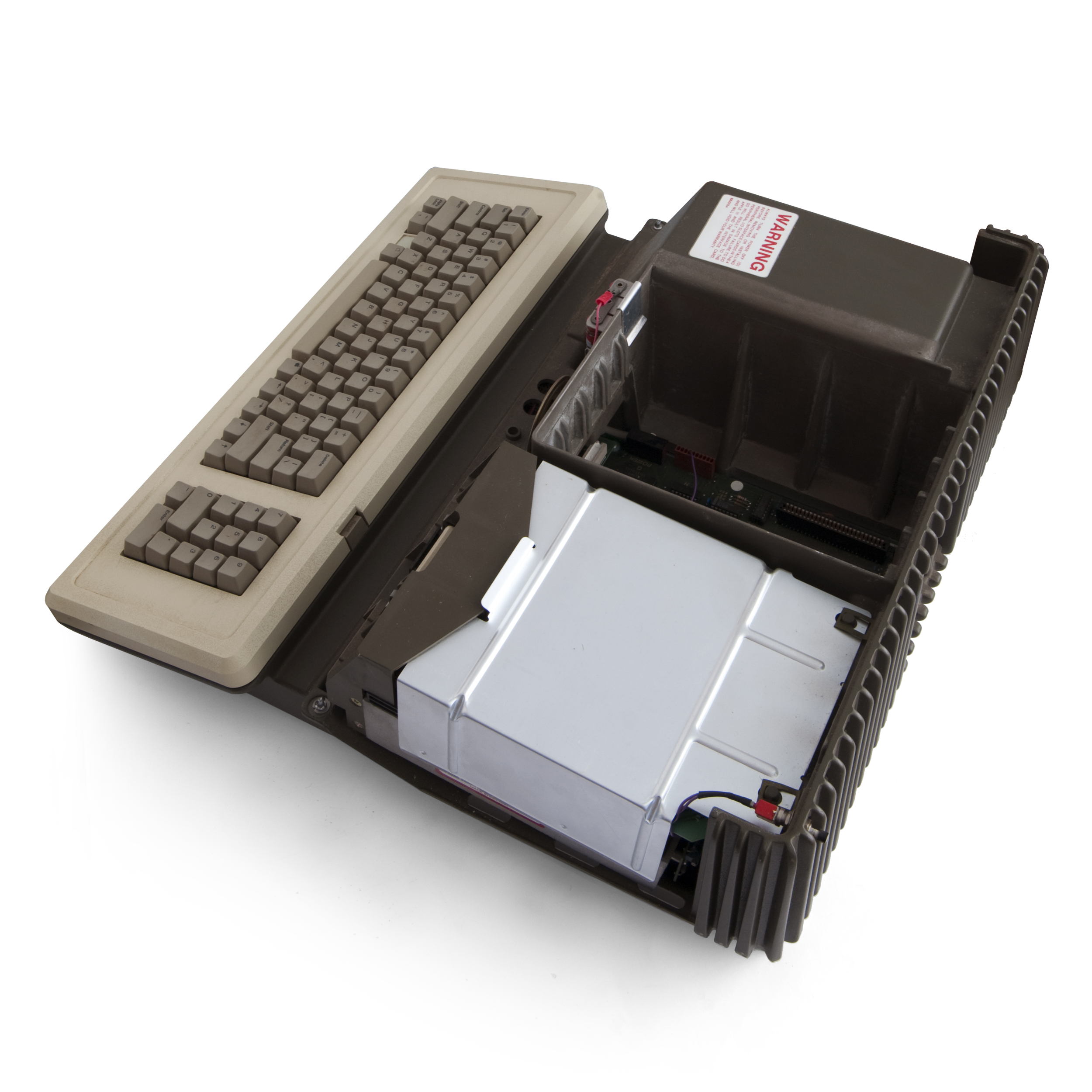
Apple IIIの放熱器と鋳造アルミニウムのケース

- BYTE誌が述べているように、「ICがそのソケットからさまよいでる傾向がある[7]」ことからApple IIIの故障が多発した。Apple IIIで多発した発熱によるトラブルは、不十分な冷却と、効果的に熱を放散する能力の欠如によるものだと言われている。この問題に対処するため、後になってApple IIIには放熱器が取り付けられたが、それでもなおケースの設計が原因で十分な放熱を行うことはできなかった。あるユーザーは、そのApple IIIがボードからICチップが飛び出すほど熱くなって画面には意味不明のデータが表示され、あるいはディスクがスロットの中で「溶けて」しまう、と述べている。テクニカルマニュアルには、ある種の問題に遭遇した場合にICチップをロジックボードにしっかり挿入するために、マシンを3インチ (76mm) ほど持ち上げてから落下させる方法が説明されていた[10]。

- ケースの設計者であるジェリー・マノックは、マシンが適切に内部の熱を放散させられることはテストによって証明されていたと述べて、設計の欠陥であるという非難を否定する。そして第一の原因はロジックボードの設計上の問題にあると主張している。このロジックボードは細いプリントパターンを狭いピッチで走らせる“fineline”テクノロジーを用いて設計されていたが[12]、この技術は設計当時、十分に成熟したものではなかった。チップがボードに挿入されたあと、ボードはウェーブソルダリングにかけられるが、このとき本来接続されるべきではないパターンの間に、はんだブリッジが形成される。この結果、無数のショートサーキットが生じて、コストのかかる長時間の診断と手作業による修正が必要になった。Appleは基板層数を増やして、通常のパターン幅をもった新しい回路基板を設計した。新しい基板のレイアウトは、それまでのボードで使われていた高価なCAD-CAMシステムではなく、たった一人の設計者によって膨大な数の製図板を使って設計され、そしてうまく動いた。通常のパターン幅で設計されたボードには、すべての部品を搭載できるだけの余地はなかったので、RAMのための独立したドーターボードを既存のヒートシンクに合わせて設計しなくてはならなかった[要出典]。
- 深刻な安定性に関する問題のため、設計の全般的な見直しと製品のリコールを余儀なくされた。Apple IIIは開発と生産が1984年4月24日に打ち切られ、またIII Plusは1985年9月にAppleの製品ラインから姿を消した[10]。

- ロジックボードの設計上の欠陥が明らかになると、ただちに新たな設計のボードが製作された。このボードには低消費電力の回路、幅の広いプリントパターン、改良されたICソケットなどが織り込まれた[9]。この3,495USドルの改良版のマシンにはさらに、256KバイトのRAMが標準構成として搭載された[9]。販売済みだった14,000台のオリジナルのApple IIIは返送されて完全な新品の改良版に交換された。

- 数々の安定性の問題や製品リコールにも関わらず、Appleはついには信頼性を備えた実用的なバージョンのApple IIIを製造できるようになった。しかしすでにこのマシンの悪い評判は確固としたものになっており、これが直接的な原因となって商業的に成功することはできなかった。最終的には65,000〜75,000台のApple IIIコンピュータが販売されたと見積もられており[2][10]、Apple III Plusを含めると約120,000台に達した[10]。

- Appleの共同創業者であるスティーブ・ウォズニアックは、「システムの開発がそれまでのAppleのやり方だった技術者主導ではなく、販売部門によって行われたことがApple IIIの失敗の第一の原因だった」と述べている[13]。Apple IIIの失敗によって、AppleはApple IIを段階的に廃止していくという計画の再評価を迫られ、結局古いマシンの開発を継続することになった。この結果、後のApple IIのモデルは、熱転写プリンターのApple Scribe Printerなどのハードウェアや、Apple IIIのソフトウエア技術が組み合わされるようになった。

- 販売開始時点での価格は4,340USドルから7,800USドルで、当時販売されていたCP/Mベースのビジネスコンピュータの大部分よりもずっと高価だった[1]。VisiCalcのほかにはApple III用のソフトウエアはほとんど手に入らなかった。またこのマシンはApple II互換として売られていたが、そのエミュレーション機能は意図的に制限されており、このためApple IIIの改良された機能（とりわけ、膨大な数のPASCALベースのApple II用ソフトウエアで必要な64Kバイトを越えるRAMへのアクセス）が使用できなくなっており、その有用性を損なっていた。

## 影響
Apple IIIのオペレーティングシステムだったApple SOSのファイルシステムや、いくつかのデザインに関するアイデアはApple IIIが終わったあとも、そのビジネスマーケットでの事実上の後継者のApple Lisaばかりではなく、Apple IIシリーズの主要なオペレーティングシステムであるApple ProDOSやApple GS/OSの一部ともなった。HFSはMacintoshの進化に影響を与えた。当初Macintoshのファイルシステム (MFS) は、フロッピーディスクのために作られた、サブディレクトリを持たないフラットなファイルシステムだが、以降のファイルシステムは階層化されている。同じくフロッピーディスク用であるIBM PCの最初のファイルシステム（これもまた）はフラットだが、ハードディスク用に設計された後のバージョンは同様に階層化されていた。